# Gmina Słomniki
Die Gmina Słomniki ist eine Stadt-und-Land-Gemeinde im Powiat Krakowski der Woiwodschaft Kleinpolen in Polen. Ihr Sitz ist die gleichnamige Stadt mit 4361 Einwohnern (2016).

## Gliederung
Zur Stadt-und-Land-Gemeinde (gmina miejsko-wiejska) Słomniki gehören neben der Stadt folgende Dörfer mit einem Schulzenamt:
Brończyce
Czechy
Janikowice
Januszowice
Kacice
Kępa
Lipna Wola
Miłocice
Muniakowice
Niedźwiedź
Orłów
Polanowice
Prandocin
Prandocin-Iły
Prandocin-Wysiołek
Ratajów
Smroków
Szczepanowice
Trątnowice
Waganowice
Wesoła
Wężerów
Zaborze
Zagaje Smrokowskie

## Verkehr
Im Gemeindegebiet liegen die Halte Smroków, Słomniki, Słomniki Miasto und Niedźwiedź der Bahnstrecke Warszawa–Kraków.

## Persönlichkeiten
- Michał Janicki (* 1982), polnischer Fußballspieler, geboren in Słomniki.